# 30389 Ledoux
30389 Ledoux è un asteroide della fascia principale. Scoperto nel 2000, presenta un'orbita caratterizzata da un semiasse maggiore pari a 2,8333081 UA e da un'eccentricità di 0,0267089, inclinata di 3,05227° rispetto all'eclittica.